# Seznam kongovskih pesnikov
Seznam kongovskih pesnikov.

## D
- Emmanuel Dongala

## K
- Kama Sywor Kamanda

## T
- Jean-Baptiste Tati-Loutard
- Gerald Felix Tchicaya U Tam'si